# Contabilidad

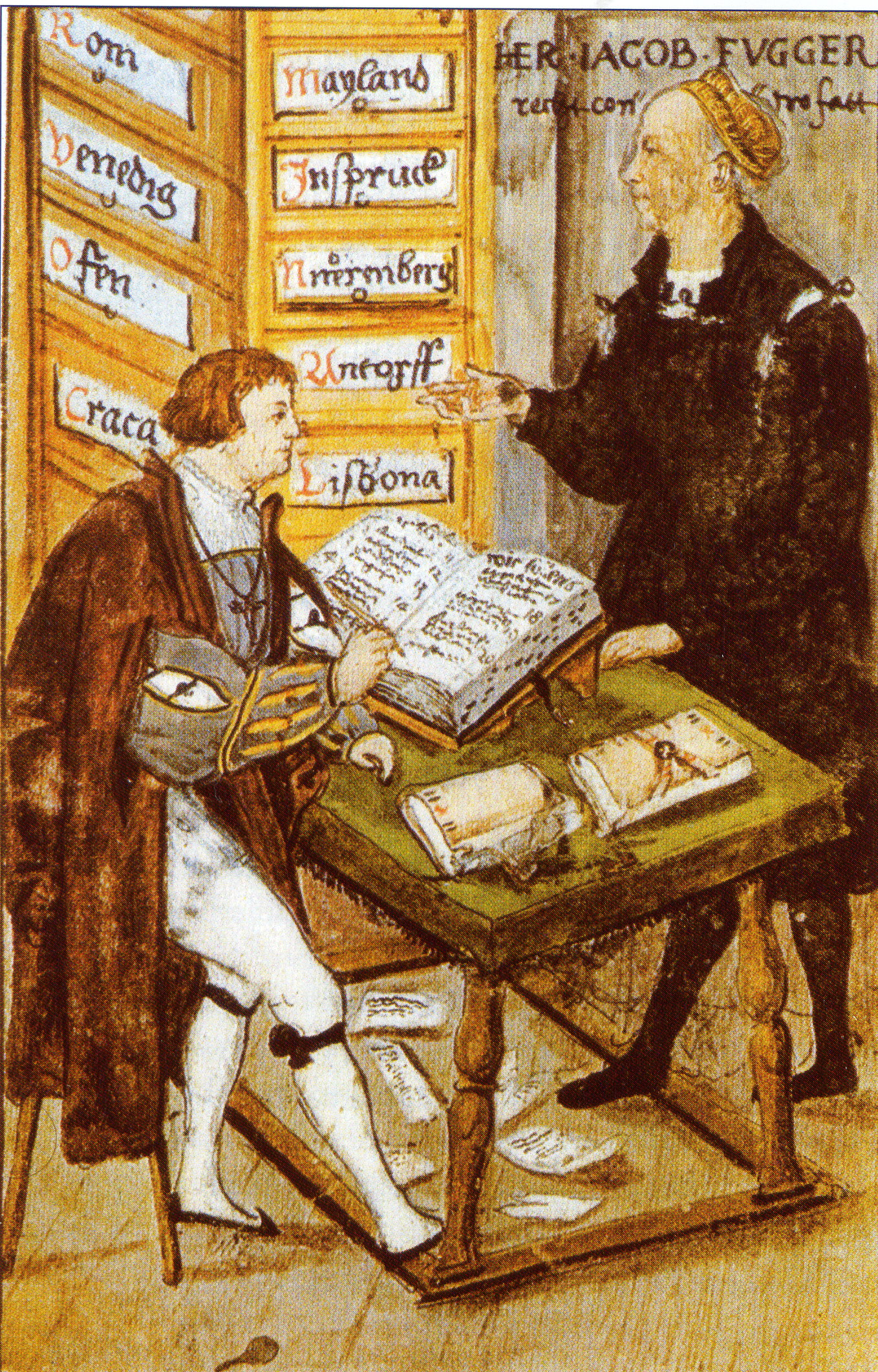
Jakob Fugger con su contador principal M. Schwarz. Como fondo aparecen los expedientes con los nombres de las sucursales de la Casa Fugger: Rusia, Venecia, Cracovia, Lisboa, Innsbruck, Núremberg, etc.

La contabilidad es una disciplina que se encarga de estudiar, medir y analizar el patrimonio, la situación patrimonial, económica y financiera de una empresa u organización, con el fin de facilitar la toma de decisiones en el seno de la misma y el control externo, presentando la información, previamente registrada, de manera sistemática y útil para las distintas partes interesadas.
La contabilidad se puede dividir en varios campos, incluida la contabilidad financiera, la contabilidad de gestión, la contabilidad fiscal y la contabilidad de costos. La contabilidad financiera se centra en la presentación de informes de la información financiera de una organización, incluida la preparación de estados contables a usuarios externos como inversores, reguladores y proveedores. La contabilidad de gestión se centra en la medición, el análisis y la presentación de informes para uso interno de la dirección. El registro de las transacciones financieras se conoce como contabilidad, de la cual la contabilidad por partida doble es el sistema más común. Los sistemas de información contable están diseñados para respaldar funciones contables y actividades relacionadas.  
Es una disciplina que aplica teoría y procesos, los cuales son:
- Teoría contable: conjunto conformado por reglas, normas, principios, técnicas, procedimientos, criterios e instrumentos que son la base de la contabilidad.

- Proceso contable: conjunto de pasos que forman parte del desarrollo para el cumplimiento de las metas que tiene una entidad, los cuales son: sistematización, valuación, procesamiento, evaluación y por último el resultado en información.

## Historia
La historia de contabilidad o contaduría abarca miles de años y puede ser observada en las civilizaciones antiguas.
El concepto de contabilidad se remonta a la Antigua Grecia y Mesopotamia, y está estrechamente relacionado con los avances en la escritura, contar el dinero y en los primeros sistemas  de auditoría usados por los antiguos egipcios y babilonios. En las épocas del Imperio Romano, el gobierno tenía acceso a información financiera detallada.
En la India Chanakia escribió un manuscrito similar a un libro de administración financiera, durante el periodo del Imperio Maurya. Su libro "Arthashasthra" contiene algunos aspectos detallados acerca de cómo mantener libros de cuentas para un Estado soberano. La evidencia existente más temprana del método de la partida doble puramente dicha aparece en el Libro Mayor de Farolfi de 1299-1300. Giovanno Farolfi & Company, una empresa de mercaderes florentinos. Más tarde Luca Pacioli recogería los lineamientos de la partida doble previamente creados y los presentaria al público en general por primera vez, lo que deja claro que Luca Pacioli no fue el padre de la contabilidad ni de la partida doble, pero si su primer divulgador.

## Tipos de contabilidad
La contabilidad puede ser clasificada en dos ramas, dependiendo del criterio de división utilizado. De acuerdo con el tipo de unidad económica a la que se refiere la información contable generada se puede hacer la siguiente clasificación:

### Macrocontabilidad
La contabilidad nacional ofrece la representación numérica sistemática de la actividad económica de un país, durante un periodo determinado. Es elaborada por los Estados, suministra información útil que orienta la política económica del país.

### Microcontabilidad
Es la contabilidad de las pequeñas unidades económicas. Su objetivo es suministrar información que se utilizará en la toma de decisiones. Dentro de la microcontabilidad se distingue una contabilidad pública, ejecutada por las distintas administraciones públicas y una contabilidad privada, orientada a la empresa.
Dentro de la contabilidad empresarial, los usuarios de la información contable pueden ser divididos en dos usuarios, internos y externos. El grupo de usuarios internos comprende a todas aquellas personas u órganos que utilizan la información desde dentro de la empresa para la toma de decisiones adecuada en la dirección de la misma. Por otro lado, los usuarios externos utilizan la contabilidad para la gestión de la empresa objeto de la información, y comprenden a todos aquellos entes que no participan en la gestión, como accionistas, acreedores, prestamistas, clientes, inversores, empleados y la administración pública, especialmente la administración tributaria, y que necesitan básicamente de la información contable para tomar también decisiones y controlar la empresa desde múltiples puntos de vista. En función de los usuarios de la contabilidad se distingue entre contabilidad financiera y contabilidad directiva o de gestión:
1. Contabilidad financiera (externa): proporciona la información esencial del funcionamiento y estado financiero de la empresa a todos los agentes económicos interesados (clientes, inversores, proveedores, administraciones públicas, etc.).  La legislación de la mayoría de los países regula las normas de la contabilidad financiera para homogeneizar la información resultante y darle mayor fiabilidad y comparabilidad. La contabilidad financiera suele tener poco detalle porque contiene una información muy agregada.
2. Contabilidad de gestión o contabilidad directiva (interna): que engloba a la contabilidad de costos. Es la contabilidad elaborada con una finalidad interna o de autoconsumo en la propia empresa y se utiliza para el cálculo de los costos, estados económicos y productivos en el interior de la empresa que servirán para tomar decisiones en cuanto a producción, organización, mercadotecnia, etc. Se caracteriza por ser más flexible, dado que se basa en la autorregulación, está sometida únicamente a las normas que se autoimponga la propia empresa y no a normas legales, suele ser más detallada que la contabilidad financiera y también es más inmediata que esta, porque ha de servir para decisiones muy próximas. Por su parte, la contabilidad de costos es una herramienta muy útil para el uso interno de los directivos de las empresas para el desarrollo de las funciones de planificación, control y toma de decisiones .[17]  En resumen, la contabilidad de costes es una herramienta muy útil para la gestión de la empresa, y puede tener una incidencia muy importante en el proceso de toma de decisiones estratégicas. En cambio, la contabilidad financiera es muy importante porque tiene el objetivo de suministrar información a personas o entidades ajenos ala sociedad sobre situación de ésta, Administración Pública, inversores, entidades rectoras de mercados, etc.[18]

## Conceptos básicos
Son cada uno de los bienes, derechos y obligaciones que forman parte del patrimonio de las empresas. El marco conceptual del Comité de Normas Internacionales de Contabilidad (International Accounting Standards Board, IASB) define cinco elementos básicos que componen la contabilidad:
- Activo.
- Pasivo.
- Capital.
- Gastos (egresos).
- Ingresos.

Todos éstos deben seguir un itinerario lógico para su adecuada contabilización, cuyos pasos quedan reflejados en los estados financieros:
- Definición.
- Reconocimiento
- Medición.

## Masas patrimoniales
El patrimonio de una empresa es el conjunto de bienes, derechos y obligaciones relativos a una empresa que constituyen los medios económicos y financieros a través de los cuales puede cumplir sus objetivos.
El patrimonio está formado por multitud de elementos de carácter muy dispar, por lo que se denomina, como ya se mencionó, elemento patrimonial a cada uno de los bienes, derechos y obligaciones que forman parte de la empresa.
A efectos de su valoración, el patrimonio está formado por una parte positiva (activo), constituida por los bienes (elementos materiales), así como de los derechos (elementos intangibles), derivados de relaciones jurídicas de la empresa y una parte negativa (pasivo), formada por las obligaciones. La suma algebraica del valor positivo de los bienes y derechos, junto con el valor negativo de las obligaciones daría como resultado el valor del patrimonio neto.
La ecuación fundamental del patrimonio expone que se cumple cuando la suma del valor de los activos (bienes y derechos) es igual a la suma del valor de los pasivos y del patrimonio neto (capital).
| ACTIVO = PASIVO + PATRIMONIO NETO |

#### Estructura del balance
| Activo              | Pasivo y PN           |
| ------------------- | --------------------- |
| ACTIVO CORRIENTE    | PASIVO CORRIENTE      |
| ACTIVO NO CORRIENTE | PASIVO NO CORRIENTE   |
|                     | TOTAL PASIVO          |
|                     | PN                    |
| TOTAL ACTIVO        | TOTAL PATRIMONIO NETO |

#### Ecuación contable con ejemplo numérico
| ACTIVO                  | PASIVO              |
| ----------------------- | ------------------- |
| ACTIVO CORRIENTE        | PASIVO CORRIENTE    |
| CAJA 3000               | PROVEEDORES 3000    |
| BANCO 42000             |                     |
| ACTIVO NO CORRIENTE     | PASIVO NO CORRIENTE |
| INSTALACIONES 3500      | TOTAL PASIVO 3000   |
| DEUDORES POR VENTA 7000 | PN                  |
|                         | CAPITAL 52500       |
|                         | TOTAL PN 52500      |
| TOTAL ACTIVO 55500      | PASIVO +PN 55500    |

### Activo
El activo es el conjunto de bienes (elementos materiales) y derechos (elementos intangibles) controlados económicamente por la empresa, derivados de relaciones jurídicas de propiedad, posesión, uso, crédito, etc. El cual se divide en circulante, fijo y diferido.
- Activo circulante o corriente: es aquel activo líquido a la fecha de cierre del ejercicio, o convertible en dinero dentro de los doce meses siguientes. Además, se consideran corrientes a aquellos activos aplicados para la cancelación de un pasivo corriente, o que evitan erogaciones durante el ejercicio. Con una mayor precisión terminológica, podríamos decir que el "activo corriente" o "activo circulante" se refiere a aquellos recursos del ente que poseen una alta rotación o movilidad. Los componentes básicos del activo circulante son las existencias, deudores, inversiones financieras a corto plazo y la tesorería.

- Activo fijo, o no corriente: son aquellos bienes que no varían durante el ciclo de explotación de la empresa (o el año fiscal). Por ejemplo, el edificio donde una fábrica elabora sus productos es un activo fijo porque permanece en la empresa durante todo el proceso de fabricación y venta de los productos. Un mismo bien puede tener distinta naturaleza según la empresa de la que se trate, por ejemplo, un ordenador para un banco es un elemento de su activo fijo porque permanece durante varios ejercicios en la empresa a lo largo del proceso de fabricación; por el contrario un ordenador, para una empresa dedicada a la venta de equipos informáticos, es un producto encuadrado dentro de las mercancías y no dentro de su activo fijo. Sin embargo los ordenadores que usa esta empresa para por ejemplo llevar su sistema contable, si tienen la naturaleza de activos fijos.

- Activo diferido: El saldo de las cuentas del activo diferido está constituido por gastos pagados por anticipado, sobre los cuales se tiene el derecho de recibir un servicio aprovechable, tanto en el mismo ejercicio como en posteriores.

### Pasivo y Patrimonio Neto (PN)
- El pasivo está formado por las obligaciones hacia terceros, originadas por la asunción de responsabilidades jurídicas de dar, hacer o consentir. Puede dividirse en pasivo corriente y no corriente.

- Los fondos propios, también llamados capital o neto patrimonial, por ser la diferencia entre el activo y el pasivo exigible, son por tanto el valor contable neto de la empresa, ya que representa el valor de los bienes y derechos que la empresa no debe a nadie, constituye la agrupación de elementos patrimoniales que representan las aportaciones de los propietarios a la empresa y que constituye el conjunto de las fuentes de financiación propias.

Se puede calcular esta partida como la diferencia entre el activo y el pasivo. Se cumple así la ecuación contable: Activo total = Pasivo total + Patrimonio neto (Capital); o lo que es lo mismo, Activo total − Pasivo total = Patrimonio neto (Capital), siendo entonces Activo total − Pasivo corriente − Pasivo no corriente  = Patrimonio neto contable. También puede ser calculada por la agrupación o suma directa de los elementos que la componen básicamente capital más reservas más resultados del ejercicio.

## Metodología contable
La contabilidad, como ciencia, utiliza un método denominado contable, que se compone de cuatro pasos:
- Captación de los hechos de contenido económico susceptibles de ser contabilizados.
- Cuantificación de los hechos contables.
- Representación mediante registro de los hechos en cuentas contables (instrumentos conceptuales) anotados en libros de contabilidad (instrumentos materiales).
- Agregación de la información registrada que se presenta de forma sintetizada en los estados financieros (cuentas anuales).

### Las cuentas
Cuenta,  es el elemento básico y central en la contabilidad y en los servicios de pagos. También es la mínima unidad contable capaz de resumir un hecho económico. La cuenta contable es la representación valorada en unidades monetarias de cada uno de los elementos que componen el patrimonio de una empresa y del resultado de la misma, permite el seguimiento de la evolución de los elementos en el tiempo. Por lo tanto, hay tantas cuentas como elementos patrimoniales que tenga la empresa y, en consecuencia, el conjunto de cuentas de una empresa supone una representación completa del patrimonio y del resultado de la empresa.

### Convenio de cargo y abono y sistema de partida doble
Cargar o debitar una cuenta es hacer una anotación en el debe, mientras que Abonar o acreditar una cuenta es hacer una anotación en el haber. En las cuentas de activo, cuando este aumenta, se cargan, y cuando disminuye, se abonan. En las cuentas de pasivo y de capital, cuando este aumenta, se abonan, y cuando disminuye, se cargan.
Por lo que se refiere al efecto que tienen las transacciones comerciales sin alterar la ecuación patrimonial, aunque cada transacción afecta el balance, cambia los valores en el patrimonio, pero sin alterar la igualdad de la ecuación. En cada una de esas transacciones, actúan por lo menos dos cuentas. Existen siete tipos de transacciones que siguen la teoría del cargo y del abono.

### Sistema de partida doble
El sistema de partida doble consiste en que, en cada hecho contable, se ha de producir al menos un cargo en una cuenta y un abono en otra, y la suma de los cargos debe ser igual a la suma de los abonos efectuados; en otras palabras, todos los recursos que existen en una empresa son el resultado de la aplicación de recursos que tuvieron una fuente definida.
La "partida doble" como técnica contable obedece a los siguientes criterios:
1. Correspondencia: quien recibe es deudor, quien entrega es acreedor;
2. Reciprocidad: no hay deudor sin acreedor y viceversa;
3. Equivalencia: todo valor que ingresa debe ser igual al valor que sale;
4. Consistencia: todo valor que ingresa por una cuenta debe salir por la misma cuenta;
5. Confrontabilidad: las pérdidas se debitan, las ganancias se acreditan.

### Saldo
Se llama saldo de una cuenta a la diferencia entre los débitos (anotaciones realizadas en el debe de una cuenta) y créditos (anotaciones realizadas en el haber de una cuenta). Cuando los débitos sean mayores que los créditos será saldo deudor, sin embargo cuando los créditos sean mayores que los débitos será saldo acreedor. Cuando los débitos sean iguales a los créditos, se entenderá que la cuenta está saldada, balanceada o sin saldo.

### Elaboración del balance y de la cuenta de resultados
Cuando se han realizado todas las anotaciones contables en el libro diario se calcula el saldo de cada una de las cuentas y se elabora un estado transitorio denominado balance de comprobación o de saldos, que es un listado de todas las cuentas abiertas con su saldo. La suma de los saldos acreedores debe ser igual a la suma de los saldos deudores, debido al sistema mencionado de partida doble.
Partiendo del balance de sumas y saldos se realiza el denominado asiento de regularización en el que se regularizan todas las cuentas de ingresos y gastos y aparece la cuenta de pérdidas y ganancias. El balance de situación se obtiene así después de regularizar el balance de comprobación.

## Los libros contables
Los libros de contabilidad son los documentos que soportan y reflejan los hechos con trascendencia en la realidad económica de la empresa a lo largo de un período de tiempo. La legislación mercantil establece cuáles son los libros contables obligatorios para las empresas. Los libros de contabilidad principales son:

### Libro Diario
El libro diario o libro de cuentas es un libro contable donde se registran, día a día, los hechos económicos de una empresa. La anotación de un hecho económico en el libro diario se llama asiento o partida; es decir, en él se registran todas las transacciones realizadas por una empresa.
Los asientos o partidas son anotaciones registradas por el sistema de partida doble y contienen entradas de débito en una o más cuentas y de crédito en otras cuentas de tal manera que la suma de los débitos sea igual a la suma de los créditos. Se garantiza así que se mantenga la ecuación de contabilidad. Así mismo pueden existir documentos contables que agrupen varios asientos y estos a su vez sean asignados a diferentes cuentas contables.

### Libro Mayor
En contabilidad, el libro mayor es un registro en el que cada página se destina para cada una de las cuentas contables de una empresa. Cada página va dividida y consta de 5 columnas: la primera columna es para la fecha, la segunda es para el concepto, la tercera es la del debe, la cuarta es la del haber y la última columna es la del saldo. El libro es utilizado para llevar un estricto manejo de los ingresos y egresos diarios que obtenga la empresa.

### Libro de balances
El estado de situación financiera se estructura a través de tres conceptos patrimoniales, el activo, el pasivo y el patrimonio neto, desarrollados cada uno de ellos en grupos de cuentas que representan los diferentes elementos patrimoniales.
El activo incluye todas aquellas cuentas que reflejan los valores de los que dispone la entidad. Todos los elementos del activo son susceptibles de traer dinero a la empresa en el futuro, bien sea mediante su uso, su venta o su cambio. Por el contrario, el pasivo: muestra todas las obligaciones ciertas del ente y las contingencias que deben registrarse. Estas obligaciones son naturalmente económicas: préstamos, compras con pago diferido, entre otros

### Conservación
Desde el punto de vista legal, la ley suele marcar el plazo durante el cual los empresarios deben conservar sus libros obligatorios (diario, inventarios y cuentas anuales) como los no obligatorios (mayor, registros de impuesto sobre el valor añadido, auxiliares, etc), así como la documentación y justificantes que sirven de soporte a las anotaciones registradas en los libros. En España, este plazo de conservación está fijado en seis años. Los libros obligatorios, deben conservarse en soporte material de papel y en una adecuada encuadernación.

## Las normas contables
El funcionamiento de la contabilidad es regulado por las normas contables, que debido a diferencias de carácter fiscal, cultural, económicas y políticas, presentan diferencias entre los países, lo que dificulta la comparabilidad de la información publicada por las empresas en distintos países. Estas normas pueden ser aprobadas de forma legal o pueden estar reguladas por entidades privadas de carácter profesional. Su contenido incluye los principios, reglas y prácticas necesarias para preparar los estados financieros.

### Estados financieros o cuentas anuales
Los denominados estados financieros o cuentas anuales son los informes que muestran de forma sintetizada, los datos fundamentales del proceso contable de un ejercicio, su formulación se realiza una vez al año, después de la terminación del ejercicio económico. Los documentos que los componen deben ser claros y expresar la imagen fiel del patrimonio, de la situación financiera y de los resultados de la empresa a la que se refieran.
Aunque cada país regula el contenido obligatorio de los estados financieros, suele estar formados por los siguientes elementos:
- El balance (también denominado estado de situación financiera o estado de situación patrimonial). El balance plasma el patrimonio de la empresa en una determinada fecha.
- El estado de resultados (también denominado cuenta de pérdidas y ganancias) expresa de forma ordenada y detallada los beneficios o pérdidas de la empresa durante un ejercicio económico.
- El estado de cambios en el patrimonio neto (estado de evolución del patrimonio neto), suministra información sobre la cuantía del patrimonio neto.
- El estado de flujo de efectivo.
- La memoria (también denominada información complementaria o notas). La memoria amplía y detalla la información contenida en los documentos anteriores.

Los estados financieros suministran informes que pueden utilizar las instituciones para reportar la situación económica y financiera y los cambios que experimenta la misma a una fecha o periodo determinado. Esta información resulta útil para los administradores, gestores, reguladores y otros tipos de interesados como los accionistas, acreedores o propietarios.

## Los criterios de medición
Según el marco conceptual para la preparación y presentación de los estados financieros, existen cuatro criterios de medición:
Coste histórico
Los activos se registran por el monto de efectivo o equivalentes de efectivo pagados, o por el valor justo del activo entregado a
cambio en el momento de la adquisición. Los pasivos se registran por el valor del producto recibido a cambio de incurrir en la obligación o, en algunas circunstancias (por ejemplo, impuesto a la renta por pagar) por los montos de efectivo o equivalentes de efectivo que se espera pagar para extinguir la correspondiente obligación.
Coste Corriente
Los activos se llevan contablemente por el monto de efectivo, o equivalentes de efectivo, que debería pagarse si se adquiriese en la actualidad el mismo activo u otro de similares características. Los pasivos se registran al monto de efectivo o equivalente de efectivo que se requiere para liquidar la obligación al momento presente.
Valor Razonable
Los activos se registran contablemente por el monto de efectivo o equivalentes de efectivo que podrían ser obtenidos, en el momento presente, en la venta no forzada de los mismos. Los pasivos se registran a sus valores de liquidación, esto es, los montos sin descontar de efectivo o equivalentes de efectivo, que se espera pagar por las obligaciones en el curso normal de las operaciones.
Valor Actual
Los activos se registran contablemente al valor actual, descontando las futuras entradas netas de efectivo que se espera genere la
partida en el curso normal de las operaciones. Los pasivos se registran por el valor actual, descontando las salidas netas de efectivo que se necesitarán para pagar las obligaciones, en el curso normal de las operaciones.

## Disciplina
La contabilidad es una disciplina técnica que a partir del procesamiento de datos sobre la composición y evolución del patrimonio de un ente. Actualmente existen discusiones sobre la mesa que intentan definir un estado ontológico de la contabilidad, en las que hay grandes desacuerdos sobre si esta ha logrado un estatus científico, es decir si puede ser denominada como ciencia o en su defecto, arte, lenguaje, o simplemente técnica. 
Para evadir esta discusión, muchas veces se opta por hacer referencia a la contabilidad como "disciplina". Sin embargo, algunos autores se han esforzado por argumentar su posición referente a este tema.
Una de las definiciones ontológicas que parece tener mayor capacidad argumentada desde las concepciones de la historia de la ciencia y la epistemología, es la que la denomina como una tecnología de carácter inmaterial o "tecnología blanda". Esto no significa abandonar el carácter científico de la profesión contable, por el contrario, desplaza el centro de la atención sobre el punto de definir cierta cientificidad de la profesión contable, de la herramienta (contabilidad) al actor y operario de dicha herramienta Contador. En este sentido, el contador sería el sujeto, que puede adquirir el estatus científico haciendo uso de una herramienta desarrollada socialmente (contabilidad), capaz de ser calibrada bajo las reglas de diferentes "normas contables" para medir de manera razonable los intercambios de recursos en una organización, bien sea una empresa privada, pública, un departamento o un país.
Asimismo, debe reconocerse que en la mayoría de las publicaciones científicas, la palabra "ciencia" es la más utilizada para hacer referencia a la contabilidad, no obstante, careciendo de argumentos que sustenten el uso de la palabra. Del mismo modo, el uso de la palabra "disciplina" constituye una opción neutral en esta discusión ya que reúne los aspectos relativos al ejercicio contable sin tener primero que definir su estatus científico.  
Para comprender la importancia de la información financiera, es necesario conocer y entender su sentido y utilidad. 

## Por países

### México
En México, el marco jurídico que determina la obligación de llevar razón y cuenta de los negocios se encuentra en el Código de Comercio en su artículo 33°, así como en la Ley General de Sociedades Mercantiles, Código Fiscal de la Federación, Ley del Impuesto Sobre la Renta, Ley del Impuesto al Valor Agregado y finalmente en el reglamento de esta última. 
- Primera etapa: se refiere a la contabilidad del siglo XVI a finales del siglo XIX, en donde la principal normatividad eran "Las ordenanzas de Bilbao", las cuales eran aprobadas y realizadas por Don Felipe V (1737) y Don Fernando VII (1814). Ordenanzas de Bilbao.

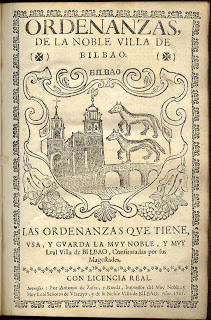
Ordenanzas de Bilbao.

- Segunda etapa: se encuentra entre los años 1890 y 1959, donde la contabilidad se fundamentaba en el "Tercer Código de Comercio Mexicano", el cual se emitió durante la presidencia de Porfirio Díaz.
- Tercera etapa: comienza en el año de 1959 con la creación de la "Junta de Principios de Contabilidad" en los Estados Unidos de América y años después en México con la Comisión de Principios de Contabilidad del Instituto Mexicano de Contadores Públicos, la cual se encargaba de emitir los primeros boletines de Principios de Contabilidad (1969).